# Daphné (opéra)
Pour les articles homonymes, voir Daphné.
Personnages
Daphne, op. 82, TrV 272, est une tragédie bucolique en un acte, de Richard Strauss sur un livret de Joseph Gregor. Il s'agit du treizième opéra de Strauss. Daphné précède Die Liebe der Danae (L'Amour de Danaé), dont le livret est également de la main de Joseph Gregor, et Capriccio.
L'ouvrage est composé durant les années 1936 et 1937, créé à Dresde sous la direction de Karl Böhm le 15 octobre 1938. Il s'agit, après Friedenstag, du deuxième des trois opéras écrits en collaboration avec Joseph Gregor. Ce dernier fut le librettiste suggéré par défaut à Strauss par Stefan Zweig après l'affaire déclenchée au moment de la création de Die Schweigsame Frau. Après retrait de l'affiche au terme de quatre représentations de l'opéra dont le livret avait été rédigé par Zweig, Strauss se vit interdire toute activité commune avec un auteur reconnu comme juif. Son cas appela la méfiance d'un régime qui pourtant entendait se servir d'un compositeur de renommée internationale au titre de faire-valoir.
L'argument, centré sur la psychologie du personnage mythologique de Daphné, est librement inspiré des Métamorphoses d'Ovide et, dans une moindre mesure, emprunte aux Bacchantes d'Euripide. Il serait faux de considérer que le livret est l'œuvre du seul Gregor étant donné les modifications profondes effectuées à la demande de Strauss et les recommandations formulées par Zweig dans une correspondance adressée à Gregor.

## Genèse
La collaboration de Strauss et Gregor s'ouvre par une rencontre à Berchtesgaden le 7 juillet 1935 où un plan de travail de quatre années incluant Friedenstag, Daphne, Die Liebe der Danae a semble-t-il été défini à partir des six ébauches présentées par Gregor, selon les dires de ce dernier. Le scénario originel de Daphne fut rédigé au début de l'été 1935 sous l'influence de la vision d'une lithographie de Théodore Chassériau sur le thème d'Apollon et Daphné. À la fin du mois d'août, Gregor a terminé la première des trois versions du livret rédigées jusqu'à l'été 1937, à propos de laquelle Stefan Zweig émettra quelques critiques, proposant notamment un remaniement de la fin dans sa lettre du 3 septembre 1935. Ce premier livret, comme le scénario initialement formulé, fait de Daphné une figure quelque peu secondaire en opérant la transformation finale de Daphné en laurier au milieu d'un chœur duquel émergent les voix isolées de Pénée et Gaïa, qui doit être le climax de l'opéra et que Zweig juge manqué d'un point de vue dramatique. Zweig propose que l'accent soit mis sur le processus de la transformation de Daphné, qui ne doit plus être commenté simultanément par le chœur mais être entièrement confié à des voix isolées :

« La seconde modification que je te suggérerais serait que durant le chœur, au moment où le miracle s’accomplit et que Daphné se métamorphose en arbre (tu montres le chœur admirant le miracle accompli), tu représentes par des voix isolées ce miracle dans son devenir progressif, afin que le spectateur le vive en même temps, que l’on puisse en quelque sorte voir de ses yeux l’arbre qui grandit. »

— (Traduction : B. Banoun, Strauss/Zweig : Correspondance)
À propos de cette première version du livret, Strauss estime qu'il est « plein de mots, de banalités de maître d'école, sans concentration sur un seul objectif ; aucun conflit humain saisissant ». La seconde version du livret est présentée à Strauss en janvier 1936. Bien que le chœur final y soit conservé, le nouveau texte de Gregor appelle à une meilleure articulation par la musique de la transformation de Daphné. Mais Strauss le trouve trop littéraire et pratiquera lui-même des coupures. Ce fut le chef d'orchestre Clemens Krauss - futur collaborateur dans la genèse de Capriccio - qui, sollicité en dernier recours par le compositeur pour émettre des suggestions adressées à Gregor, fut à l'origine de la troisième et dernière version du livret présentée à Strauss en avril 1936. C'est à partir de ce moment que Strauss commence à composer l'opéra sans toutefois mentionner ce travail dans sa correspondance plusieurs mois durant. Au printemps 1937, Strauss était parvenu à la scène finale. Krauss est à nouveau consulté, en raison de la difficulté rencontrée par le compositeur au contact du texte de Gregor. Strauss est intéressé avant tout par la transformation proprement dite : il considère que le chant du chœur s'adressant à Daphné en train de se transformer en arbre relève du non-sens dramatique. La solution adoptée sera celle d'une disparition progressive de la voix de Daphné, avec de moins en moins de mots et pour finir une ultime mélodie vocalisée sans paroles, au cours d'une page orchestrale qui seule décrira la transformation.
L'œuvre est rarement donnée sur scène. La Fenice de Venise en propose « une émouvante version » en 2005, dont il sortira un DVD l'année suivante, avec June Anderson dans le rôle-titre.
L'Avant-Scène-Opéra salue ainsi l'initiative du théâtre du Capitole de Toulouse qui, en 2014, en propose une série de représentations : « C’est donc inégal, mais comme on sait gré au Capitole, en cette année Strauss, d’avoir ressuscité Daphné ! ».
Le metteur en scène Roméo Castellucci en donne à son tour sa lecture en mars 2023 au Staatsoper de Berlin, sous la direction de Thomas Guggeis, avec Vera-Lotte Boecker et René Pape.

## Distribution
| Rôle                            | Registre               | Création à Dresde, le 15 octobre 1938 (Karl Böhm, dir.) |
| ------------------------------- | ---------------------- | ------------------------------------------------------- |
| Peneios (Pénée), un pêcheur     | basse                  | Sven Nilsson                                            |
| Gaea (Gaïa), son épouse         | contralto              | Helene Jung                                             |
| Daphne (Daphné), leur fille     | soprano                | Margarete Teschemacher                                  |
| Leukippos (Leucippe), un berger | ténor                  | Martin Kremer                                           |
| Apollo (Apollon)                | ténor                  | Torsten Ralf                                            |
| Quatre bergers                  | baryton, ténor, basses |                                                         |
| Deux servantes                  | sopranos               |                                                         |

## Instrumentation
3 flûtes (dont piccolo), 2 hautbois, cor anglais, 2 clarinettes en la, clarinette en ut, cor de basset, clarinette basse (en la), 3 bassons, contrebasson, 4 cors, 3 trompettes, 3 trombones, tuba, timbales, grosse caisse, cymbales, triangle, tambourin, 2 harpes, 16 premiers violons, 16 seconds violons, 12 altos, 10 violoncelles, 8 contrebasses. Sur la scène : orgue, cor des alpes.

## Argument

### Résumé
La nymphe Daphné se refuse à tout amour charnel, n'aimant que la nature à laquelle elle s'identifie et dont elle admire la beauté lumineuse. Le berger Leucippe se déguise en femme pour l'approcher lors d'une fête. Le dieu Apollon désire aussi follement s'attirer les grâces de la belle et découvre la supercherie du berger qu'il tue en le perçant d'une flèche et en dénonçant son sacrilège. Daphné est désespérée de la mort du berger dont elle se sent responsable. Touché par ses regrets, Apollon demande à Zeus de la métamorphoser en arbre pour qu'elle se fonde dans la nature qu'elle aime tant.

### Acte 1 (unique)
La nymphe Daphné chante son amour de la nature au pied de l'Olympe et refuse de se rendre à la fête de Dionysos,  invitée par le jeune berger Leucippe, amoureux d'elle depuis l'enfance. Elle refuse les habits d'apparat qu'on lui prépare et les jette. Le berger s'en empare et se déguise puis se mêle au cortège de femmes qui accompagne Daphné, espérant ainsi parvenir à la toucher. Apollon a revêtu l'habit de gardien de troupeaux pour se fondre parmi les mortels. Il est aussitôt fasciné par la beauté de Daphné et l'approche mais celle-ci est rapidement effrayée par son audace quand il tente de l'embrasser. Le dieu comprend alors le manège du berger déguisé, l'accuse de vouloir lui prendre la nymphe et le tue d'une flèche.
Daphné se lamente alors, se considérant responsable de la mort affreuse du jeune berger et son désespoir touche Apollon qui demande alors à Zeus de lui accorder la belle nymphe, non pas sous sa forme actuelle, mais sous l'apparence d'un arbre, permettant la fusion éternelle de la jeune femme avec la nature. Cet arbre sera un laurier, dont les feuilles sont éternelles et qui servira de couronne de gloire aux hommes les plus valeureux.

## Éléments d'analyse musicale

### Quelques airs
« O bleib geliebter Tag » (Daphné)
« Was seh ich ? » (Apollon)
« O Seligkeit » (Daphné)
« Unheilvolle Daphne »  (Daphné)

## Réception
Si l'œuvre tardive de Strauss ne semble pas épouser les préceptes de l'idéologie völkisch du national-socialisme, force est de constater que la vision idéalisée et presque naïve de la Grèce antique qui s'exprime à travers le classicisme aux accents à la fois lyriques et épurés de Daphné fait écho, sans doute involontairement, à certains idéaux esthétiques du pouvoir en place. À la date du 19 octobre 1942, Joseph Goebbels note ainsi dans son journal :

« Le soir, j’assiste à une exécution de la tragédie bucolique Daphné de Richard Strauss. Ici, je peux une fois de plus admirer l’éclatante mise en scène de Hartmann, les merveilleux décors de Sievert et l’extraordinaire direction de Clemens Krauss. Clemens Krauss a réussi par un tour de force à élever en un temps relativement court un Münchener Orchester complètement sur le déclin à une hauteur respectable. Je suis étonné de la finesse musicale de Daphné, œuvre de maturité de Richard Strauss. Je ne le croyais plus capable de telles sonorités. L’action est elle aussi sympathique et claire. La conduite mélodique surpasse de nombreuses œuvres de jeunesse ou œuvres de la période intermédiaire de Richard Strauss. On dirait qu’à presque quatre-vingts ans, il vit encore une nouvelle période créatrice. Beaucoup de choses sur le plan mélodique dans cette œuvre me rappellent certes des œuvres antérieures. Il prépare une sorte de ragoût. Dans tous les cas, parmi ses successeurs, il ne s’en trouve pas un seul qui atteigne un éclat de l’orchestration et de la conduite mélodique de cette ampleur. »

Dans son étude très polémique datant des années 1980 sur les années national-socialistes de Strauss, Gerhard Splitt revient sur les éléments d'innocence esthétique qui pouvaient favoriser une certaine récupération politique sans pour autant que le compositeur s'engage en faveur de l'idéologie illustrée par le pouvoir :
1. La musique de Strauss renvoie à l'esprit sentimental de la période galante du XVIIIe siècle dont elle accentue le goût profond pour l’allégorie naïve. Elle se présente alors tel un mélange de classicisme et de naturalisme trivial, cherchant à l'occasion à reproduire un caractère d’offrande sacrale quelque peu 'antiquisant'. L’épisode pastoral qui ouvre Daphné après le prélude pour instruments à vent en est un bon exemple. L’édition piano-chant de 1938 indique que « le déplacement d’un grand troupeau de moutons se fait entendre : appels, sonneries, poussées et bousculades, aboiement de chiens. Au milieu de tout cela, le son d’un puissant cor des Alpes. Le troupeau hésite : alors, il s’avance plus faiblement. À nouveau le cor. Le son du troupeau reflue. »
2. Une conception particulière du temps musical permet la création de séquences donnant l'impression d'une suspension. Ce procédé est employé depuis la période des poèmes symphoniques, mais il suggère ici à nouveau la référence à l'Antiquité grecque à travers la volonté de recréer une sorte de cosmos artistique à valeur universelle. On peut rapprocher ces effets musicaux d'idéaux encore très présents dans la culture de l'élite allemande des années 1930, tels que les exprime Baldur von Schirach dans le programme culturel de la ville de Vienne en 1941 : « Les grandes œuvres d’art de la nation refusent en toute conscience de correspondre à leur époque : elles aspirent à l’éternité[8]. »
3. L'idée d'une musique forçant la soumission spirituelle a été étudiée notamment par Theodor W. Adorno à propos de Strauss mais aussi Wagner[9], puis par Michael P. Steinber.